# Szmer
Szmer – zjawisko akustyczne wywołane przez nieregularne drgania dźwięku, obejmujące wszelkie odgłosy o nieokreślonej wysokości (huk, trzask, szum). Szmerami są również odgłosy niektórych instrumentów perkusyjnych, np. bębna, trójkąta, gongu, kastanietów itp. Odgłosy wydawane przez te instrumenty nazywa się nieraz potocznie dźwiękami, co z punktu widzenia akustyki jest błędne. 
Główne cechy szmerów: natężenie dźwięku, barwa i czas trwania
Por.: dźwięk, ton (dźwięk)